# Golop
Golop es un pueblo húngaro perteneciente al distrito de Gönc, condado de Borsod-Abaúj-Zemplén.

## Superficie
Cuenta con una superficie de 9,43 km².

## Demografía
Hasta 2024 la población era de 540 habitantes, con una densidad de población de 57,26 hab/km².
| Gráfica de evolución demográfica de Golop entre 2020 y 2024 |
|                                                             |
| Datos según la Oficina Central de Estadística de Hungría.   |